# پاتریک هاوسدینگ
پاتریک هاوسدینگ (انگلیسی: Patrick Hausding؛ زادهٔ ۹ مارس ۱۹۸۹) یک ورزشکار اهل آلمان در رشتهٔ شیرجه است که در مسابقات کشوری و بین‌المللی در مجموع برندهٔ ۱۳ مدال طلا، ۱۳ مدال نقره و ۴ مدال برنز شده‌است.